# Peclers
Peclers è un'agenzia di consulenza specializzata in previsioni di tendenze, stile e innovazione, fondata nel 1970 da Dominique Peclers · . Con più di 40 anni di esperienza, Peclers offre a molteplici brand e stilisti individuali un servizio di consulenza e analisi creative ad hoc, consumer report e strategie di brand. 
Il team creativo di Peclers pubblica quaderni di tendenza stagionali, utilizzati come base di previsione di tendenze e creazione di stile, per una varietà di settori di mercato, che spaziano dal tessile, abbigliamento, accessori, casa, cosmesi e bellezza, elettronica e beni di consumo…
Dal 2003, Peclers è parte del gruppo WPP plc, multinazionale nel settore pubblicitario e pubbliche relazioni con sede a Londra. Peclers, con sede a Parigi, ha una presenza internazionale con uffici dislocati a New York e Shanghai, e una rete di business partner in 30 paesi.

## Attività
- Quaderni di tendenza[3] · [4]
- Analisi prospettica di tendenze[5]
- Strategie di brand e di stile
- Consulenze di stile
- Innovazioni creative

## Storia
- 1970: Azienda fondata da Dominique Peclers a Parigi, Francia
- 2001: Apertura del primo ufficio a New York
- 2003: Peclers viene acquisita dal gruppo WPP plc, società multinazionale nel settore pubblicitario e pubbliche relazioni con sede a Londra, Inghilterra.
- 2007: Eric Duchamp viene nominato Presidente di PeclersParis
- 2010: Apertura del secondo ufficio a Shanghai, Cina
- 2018: Anne-Etienne Reboul viene nominata Presidente di PeclersParis